# Dendrocalamus longispathus
Dendrocalamus longispathus ist eine bis zu 20 Meter hoch wachsende Bambus-Art der Gattung Dendrocalamus. Im Englischen ist er auch als Long-sheath Bamboo bekannt. Ihre Heimat ist Bangladesch, Myanmar und Thailand. Mittlerweile ist sie in ganz Südasien verbreitet.

## Beschreibung
Die Halme sind in jungen Jahren grün mit weißen Blüten, die beim Trocknen graugrün werden. Junge Triebe haben eine gelbgrüne Farbe mit glänzend schwarzen Haaren. Halm ist gerade. Die Zweige breiten sich von der Mitte bis zur Spitze aus. Luftwurzeln reichen bis zu wenigen Knoten über dem Boden. Die Länge des Internodiums beträgt 25–50 cm und der Durchmesser 2,0–10 cm. Die Halmwände sind 0,8–1,5 cm dick.